# عثمان العساس
عثمان العساس (انگلیسی: Otmane El Assas؛ زادهٔ ۳۰ ژانویهٔ ۱۹۷۹) بازیکن فوتبال اهل مراکش بود.
از باشگاه‌هایی که در آن بازی کرده‌است می‌توان به باشگاه ورزشی ام صلال، باشگاه ورزشی الغرافه، باشگاه فوتبال الاتحاد، باشگاه فوتبال المپیک خریبکه، و باشگاه فوتبال الشارجه اشاره کرد.
وی همچنین در تیم ملی فوتبال مراکش بازی کرده‌است.